# 米莎·侯賽因
米莎·侯賽因（1973年2月11日—）是一名英国巴基斯坦裔女记者和BBC電視及英國廣播公司電台的報導員。她亦是英國廣播公司世界新聞頻道的主持。
出生於英国一個巴基斯坦裔家庭，侯賽因的祖父是巴基斯坦兩星少将Syed Hamid Shah。她大学毕业后加入彭博電視，1998年加入英國廣播公司。